# Bernard W. Aronson
Bernard William Aronson (n. 16 de mayo de 1946) es un político estadounidense, que se desempeñó como Secretario de Estado Adjunto para Asuntos Interamericanos de 1989 a 1993.

## Biografía
Nació en mayo de 1946, hijo de Annette y Arnold Aronson. Su padre fue fundador de la Conferencia de Liderazgo sobre Derechos Civiles.  Estudió en la Universidad de Chicago, recibiendo su título en 1967. Sirvió en la Reserva del Ejército de los Estados Unidos. De 1973 a 1977, fue asistente del presidente de United Mine Workers.
Trabajó en la Casa Blanca de 1977 a 1981 como asistente especial y redactor de discursos del vicepresidente de los Estados Unidos, Walter Mondale. En 1981, se convirtió en director de política del Comité Nacional Demócrata. De 1984 a 1988, fue presidente de la empresa Policy Project. En febrero de 1989, el presidente George H. W. Bush lo nominó Secretario de Estado Adjunto para Asuntos Interamericanos, sucediendo a Elliott Abrams. Después de la confirmación del Senado, sirvió en el cargo desde el 16 de junio de 1989 hasta el 2 de julio de 1993.
Dejó el servicio gubernamental en 1993, uniéndose a Goldman Sachs como asesor internacional para América Latina. En 1996, fundó su propia compañía de capital privado, ACON Investments, donde es socio gerente. También ha sido miembro de la junta directiva de Mariner Energy, Liz Claiborne, Royal Caribbean International y Global Hyatt.
Es miembro de Diálogo Interamericano y miembro de la junta directiva del Instituto Nacional Demócrata.
En febrero de 2015, fue designado por el presidente Barack Obama como Enviado Especial de Estados Unidos a las negociaciones por el proceso de paz en Colombia que se realizaron en Cuba.